# Liste de fortifications au Portugal
Liste de fortifications au Portugal.
- Beira intérieure Nord (Beira Interior Norte)
  - Place forte de Almeida

- Grand Lisbonne (Grande Lisboa)
  - Enceinte urbaine de Lisbonne
  - Lignes de Torres Vedras
- Madère (Madeira)
  - Forte do Pico
  - Forte de S.João Batista

- Minho-Lima
  - Place forte de Valença